# 新政治协商会议筹备会
新政治协商会议筹备会，是1949年筹备中国人民政治协商会议的机构。

## 背景
1948年4月30日，中共中央发布纪念“五一”劳动节口号（史称“五一口号”），号召各民主党派共同召开新的政治协商会议（旧的政治协商会议已在1946年破裂），成立民主联合政府。此后，各民主党派、各人民团体、无党派民主人士及海外华侨纷纷发表声明、宣言、通电，响应“五一口号”。随后，响应中共中央“五一口号”的各民主党派、各人民团体、各界民主人士、少数民族人士、海外华侨代表人士，从中国各地及海外陆续抵达解放区，与中共代表协商召开新的政治协商会议事宜。
1948年9月18日，正值自香港北上赴东北解放区的第一批民主人士沈钧儒、谭平山、章伯钧、蔡廷锴等人已启程但还未抵达之时，中共中央致电中共中央东北局，要求在民主人士抵达哈尔滨后，由高岗、洛甫、林枫代表中共中央东北局，征询民主人士对召开新政治协商会议的意见。北平民主人士符定一、吴晗、刘清扬等人抵达河北省平山县李家庄后，周恩来曾多次看望他们，听取他们对筹备新政治协商会议的意见。随后，周恩来根据自己及中共中央统战部同李家庄的民主人士会商的情况，拟出了《关于召开新的政治协商会议诸问题》文件草案，经中国共产党中央委员会主席毛泽东审定之后，于1948年10月8日以中共中央名义将《关于召开新的政治协商会议诸问题》电发中共中央东北局高岗、李富春，向各民主党派及民主人士征求意见。该文件中称：“中共及赞成中共中央‘五一口号’第五项的各主要民主党派、人民团体和无党派民主人士的代表”是新的政治协商会议筹备会参加人员。这就基本确定了日后中华人民共和国多党合作中参加党派的基本条件、标准及范围。该文件附件《提议邀请参加新政协的单位表》中，对各民主党派的排序为：民革、民盟、民进、致公党、农工党、救国会、民促、民联、民建。中共在《关于召开新的政治协商会议诸问题》中称：“所拟各民主党派、人民团体及无党派民主人士的单位是否适当，有无增加或减少，均请诸先生考虑见复。”
当时，各民主党派及民主人士多数尚在香港、或者正在北上赴解放区途中。沈钧儒等人希望中共能够把《关于召开新的政治协商会议诸问题》文件草案转发到香港，以便征求在香港的民主人士的意见。中共中央乃于1948年10月30日致电中共中央香港分局，着后者抄送在香港的各党派人士，“并由潘汉年、连贯分访他们或邀请他们一起聚谈，征询他们意见”。
1948年9月到1949年1月，共有三批民主人士自香港北上抵达东北解放区，中共中央指派中共中央东北局负责人高岗、李富春先后组织了两场座谈会，就新的政治协商会议的召开、时间、地点、参加者、讨论事项等进行讨论。中共中央香港分局负责人方方、潘汉年也根据中共中央指示，就筹备新的政治协商会议的问题征求了在香港的各民主党派意见。同时，对从上海、北平、天津陆续抵达中共中央统战部所在地河北省平山县李家庄的民主人士符定一、吴晗、胡愈之、周新民、楚图南、雷洁琼、田汉等人，中共中央统战部也多次组织这些民主人士座谈周恩来起草的《关于召开新的政治协商会议诸问题（草案）》及中共中央统战部起草并经周恩来批准的《新的政治协商会议筹备会组织条例（草案）》等文件，听取意见。
1948年11月25日，中共中央代表与抵达哈尔滨的各界民主人士代表就成立新政治协商会议筹备会等问题达成了协议。协议认为，新政治协商会议筹备会应由中共以及赞成中共中央“五一口号”第五项的各主要民主党派、人民团体、无党派民主人士的代表组成，共23个单位参加，其中党派参加单位是：中共、民革、民盟、民进、致公党、农工党、救国会、民促、民联、民建、无党派民主人士。各民主党派排序与中共在《关于召开新的政治协商会议诸问题》提出的排序完全一致。
按照原计划，新政治协商会议筹备会议将于1948年秋在哈尔滨召开。但是，由于第二次国共内战迅速发展，1949年1月31日北平和平解放，乃决定改在北平召开。1949年3月，中共七届二中全会批准了新的政治协商会议以及成立民主联合政府的建议。不久，国共北平和谈破裂，中国人民解放军在渡江战役中先后攻占南京、上海，新政治协商会议的筹备工作迅速推进。
在此过程中，周恩来在西柏坡审阅修改了《参加新政协筹备会各单位民主人士候选名单》，并且与《关于新的政治协商会议诸问题的协议》等文件印成册，送交各方协商。
1949年3月10日，李维汉抵达北平后，与各民主党派、民主人士广泛交流，逐一走访了李济深、沈钧儒、郭沫若、谭平山、周建人、马叙伦、蔡廷锴等20余位民主党派和无党派民主人士，征求筹备新的政治协商会议和党派工作的意见。1949年5月23日至28日，周恩来、林伯渠分别约请各民主党派、人民团体负责人，就召开新的政治协商会议的具体问题进行协商。
1949年6月11日，新政治协商会议筹备会第一次预备会在北平香山毛泽东住所双清别墅举行。会议通过了《参加新政治协商会议筹备会的各单位代表名单》，确定参加新政治协商会议（简称“新政协”）的单位仍是23个，但各民主党派的排序调整为：民革、民盟、民建、民进、农工党、救国会、民联、民促、致公党。

## 召开
1949年6月15日，新政治协商会议筹备会在北平中南海勤政殿成立并开始举行第一次全体会议，至6月19日会议结束。6月15日会议开幕时，中共中央主席毛泽东、解放军总司令朱德、李济深、沈钧儒、郭沫若、陈叔通、陈嘉庚等七人发表讲话。
1949年6月16日，新政治协商会议筹备会第一次全体会议通过了《新政治协商会议筹备会组织条例》。
1949年6月19日，新政治协商会议筹备会第一次全体会议继续举行，由周恩来任执行主席。会上，李维汉代表第一小组作《关于参加新政治协商会议的单位及其代表名额的规定（草案）》的说明，会议通过了《关于参加新政治协商会议的单位及其代表名额的规定》。
新政治协商会议筹备会负责新政治协商会议一切筹备事宜，中心任务包括：
1. 商决并邀请参加新政治协商会议的单位及代表；
2. 决定新政治协商会议的开会时间、地点、议程；
3. 拟定新政治协商会议组织条例草案；
4. 制定共同纲领草案；
5. 提出建立中华人民共和国政府的方案[3]。

新政治协商会议筹备会总共召开过2次全体会议，8次常务委员会议，为中国人民政治协商会议第一届全体会议的召开做了准备工作。
- 新政治协商会议筹备会第一次全体会议：1949年6月15日至19日在北平举行。会议听取了中共中央政治局委员周恩来作的关于《新政治协商会议筹备会组织条例（草案）》的说明，并修正通过了该条例。会议根据该条例选出毛泽东等21人组成新政治协商会议筹备会常务委员会。会议还通过了《关于参加新政协会议的单位及其代表名额的规定》[5]。
- 新政治协商会议筹备会第二次全体会议：1949年9月17日在北平举行。由新政治协商会议筹备会常务委员会副主任周恩来报告3个月来的筹备工作。会议一致通过将“新政治协商会议”改称“中国人民政治协商会议”。会议一致通过了《中国人民政治协商会议组织法（草案）》、《中华人民共和国中央人民政府组织法（草案）》[10]。

- 新政治协商会议筹备会常务委员会第一次会议：6月16日在北平举行。会议选举了常务委员会领导人员和设置有关工作机构。会议通过了《各单位代表参加小组的办法》，规定新政治协商会议筹备会设6个小组；会议还通过了《关于新政治协商会议筹备会全体会议执行表决具体办法》[5]。
- 新政治协商会议筹备会常务委员会第二次会议：6月21日在北平举行。会议协商工商、教育、社会科学等团体的筹备发起与促成工作，审议修改《关于参加新政治协商会议的单位及其代表名额的规定》[5]。
- 新政治协商会议筹备会常务委员会第三次会议：7月5日在北平举行。会议审议通过《新政治协商会议筹备会各党派各团体为纪念“七七”抗日战争十二周年宣言》[5]（后于7月7日发表[11]）。会议决定新政治协商会议筹备会增设人事室、警卫处。会议讨论了工商、教育、社会科学三方面团体的筹备[5]。
- 新政治协商会议筹备会常务委员会第四次会议：8月26日在北平举行。谭平山作了关于《中国人民政治协商会议组织法》的报告。周恩来作了《关于人民政协的性质和作用问题》的讲话[12]。
- 新政治协商会议筹备会常务委员会第五次会议：9月13日在北平举行。会议讨论修改了《中国人民政治协商会议共同纲领（草案）》，并决定交新政治协商会议筹备会全体代表与到达北平的新政治协商会议代表分组讨论[13]。
- 新政治协商会议筹备会常务委员会第六次会议：9月16日在北平举行。会议通过了《中国人民政治协商会议组织法》修改草案、《中华人民共和国中央人民政府组织法》修改草案、《中国人民政治协商会议共同纲领》修改草案。会议同意将起草《中国人民政治协商会议第一届全体会议宣言》草案及拟订国旗、国徽图案的工作移由中国人民政治协商会议主席团决定[5]。
- 新政治协商会议筹备会常务委员会第七次会议：9月17日在北平举行。会议通过了《中国人民政治协商会议第一届全体会议主席团名单（草案）》[7]。
- 新政治协商会议筹备会常务委员会第八次会议：9月20日在北平举行。会议通过了中国人民政治协商会议第一届全体会议议事日程，并修改通过《中国人民政治协商会议第一届全体会议议事规则（草案）》[7]。

## 组织条例
1949年6月16日，新政治协商会议筹备会第一次全体会议通过了《新政治协商会议筹备会组织条例》：

新政治协商会议筹备会组织条例
第一条　新政治协商会议，为全中国拥护新民主主义、反对帝国主义、反对封建主义、反对官僚资本主义及同意动员一切人民民主力量、推翻国民党反动统治、建立人民民主共和国的各民主党派、各人民团体、各解放区人民政府、人民解放军、国内少数民族、海外华侨及无党派和各界民主人士的代表人物所组成，国民党反动政府系统下的一切反动党派及反动分子不容许参加。
根据上项原则，新政治协商会议筹备会即由新政治协商会议原提议人中国共产党与赞成中共一九四八年“五一”口号第五项之下列各民主党派、人民团体及无党派民主人士等二十三个单位组成之。
- （1）中国共产党；
- （2）中国国民党革命委员会；
- （3）中国民主同盟；
- （4）民主建国会；
- （5）无党派民主人士；
- （6）中国民主促进会；
- （7）中国农工民主党；
- （8）中国人民救国会；
- （9）三民主义同志联合会；
- （10）中国国民党民主促进会；
- （11）中国致公党；
- （12）中国人民解放军；
- （13）中华全国总工会；
- （14）解放区农民团体；
- （15）产业界民主人士；
- （16）文化界民主人士；
- （17）民主教授；
- （18）中华全国民主青年联合会；
- （19）中华全国民主妇女联合会；
- （20）中华全国学生联合会；
- （21）上海人民团体联合会；
- （22）国内少数民族；
- （23）海外华侨民主人士。

第二条　前条各单位参加新政治协商会议筹备会之筹备代表为四人至七人，其确定名额按各单位情况协商定之。各单位筹备代表之人选，由各本单位提出，经参加新政治协商会议筹备会各单位协商通过，其前条第五、第十五、第十六、第十七、第二十二、第二十三各单位之筹备代表，由新政治协商会议筹备会之其他各单位共同推定之。
第三条　新政治协商会议筹备会负责进行新政治协商会议之一切筹备事宜，其中心任务为：
- （1）商决并邀请参加新政治协商会议之单位和代表；
- （2）决定新政治协商会议开会之时间、地点及议程；
- （3）拟定新政治协商会议组织条例草案；
- （4）制定共同纲领草案；
- （5）提出建立中华人民民主共和国政府之方案。

第四条　新政治协商会议筹备会设常务委员二十一人，组成常务委员会，处理日常事务，由各单位协商推举之。
常务委员会设主任一人，副主任五人，由常务委员会选出，主持常务委员会工作。
第五条　常务委员会设秘书长一人，副秘书长若干人，协助常务委员会及主任副主任进行工作，其人选由常务委员会决定之。
第六条　常务委员会下设立必要的工作机构，其组织及人选由秘书长提请常务委员会决定之。
第七条　常务委员会得按工作需要，设立各种小组，并由常务委员会指定各小组组长副组长。
第八条　新政治协商会议筹备会之开会须有参加单位半数以上之出席。表决时，每单位不论其人数多少，均为一权。一般决议，经过多数通过，全体执行，但对有关基本方针之决议，如第三条第三、第四和第五各款，经多数通过仍有不同意者，有保留至新政治协商会议开会时重新提出、或不签名、或退出新政治协商会议筹备会之自由。
第九条　本条例经新政治协商会议筹备会全体会议通过后实施。

## 代表名单
参加新政治协商会议筹备会的共有23个单位，134位代表。《参加新政治协商会议筹备会的各单位代表名单》如下：

（一）中国共产党（七人） 
- 一、毛泽东　中国共产党中央委员会主席、中国人民革命军事委员会主席
- 二、周恩来　中国共产党中央政治局委员、中国人民革命军事委员会副主席
- 三、林伯渠　中国共产党中央政治局委员
- 四、董必武　中国共产党中央政治局委员
- 五、陈　云　中国共产党中央政治局委员
- 六、薄一波　中国共产党中央委员
- 七、李维汉　中国共产党中央统一战线工作部部长

（二）中国国民党革命委员会（七人） 
- 一、李济深　中国国民党革命委员会主席
- 二、何香凝（女）　中国国民党革命委员会中央常务委员会委员
- 三、李德全（女）　中国国民党革命委员会中央委员会委员
- 四、张　文　中国国民党革命委员会中央常务委员会委员
- 五、李锡九　中国国民党革命委员会中央监察委员会委员
- 六、陈劭先　中国国民党革命委员会中央常务委员会委员
- 七、梅龚彬　（因病未能出席由吕集义代）中国国民党革命委员会中央委员会委员，代理秘书长

（三）中国民主同盟（七人） 
- 一、沈钧儒　中国民主同盟负责中央常务委员
- 二、章伯钧　中国民主同盟负责中央常务委员
- 三、张　澜　（未到平前由刘王立明（女）代）中国民主同盟中央常务委员兼主席
- 四、张东荪　中国民主同盟中央常务委员
- 五、周新民　中国民主同盟中央执行委员
- 六、罗隆基　（未到平前由辛志超代）中国民主同盟中央常务委员
- 七、楚图南　中国民主同盟中央执行委员

（四）民主建国会（五人） 
- 一、黄炎培　民主建国会常务理事
- 二、章乃器　民主建国会常务理事
- 三、胡厥文　（未到平前由阎宝航代）民主建国会常务理事
- 四、施复亮　（未到平前由孙起孟代）民主建国会常务理事
- 五、胡子婴（女）　民主建国会理事

（五）无党派民主人士（六人） 
- 一、郭沫若　作家，历史学家
- 二、马寅初　经济学家
- 三、李　达　社会科学家
- 四、林砺儒　教育家
- 五、符定一　中国文字学家
- 六、吴耀宗　中华全国基督教青年协会总干事

（六）中国民主促进会（四人） 
- 一、马叙伦　中国民主促进会常务理事会理事
- 二、王绍鏊　中国民主促进会常务理事会理事
- 三、许广平（女）　中国民主促进会常务理事会理事
- 四、林汉达　中国民主促进会会员，前理事会理事

（七）中国农工民主党（五人） 
- 一、彭泽民　中国农工民主党中央监察委员会主席
- 二、丘　哲　中国农工民主党中央常务委员会委员
- 三、季　方　（未到平前由严信民代）中国农工民主党中央执行委员会委员
- 四、韩兆鹗　中国农工民主党中央监察委员会委员
- 五、郭冠杰　中国农工民主党中央执行委员会委员

（八）中国人民救国会（五人） 
- 一、史　良（女）　（未到平前由张曼筠（女）代）中国人民救国会中央委员
- 二、李章达　（未到平前由千家驹代）中国人民救国会中央委员
- 三、胡愈之　中国人民救国会中央委员
- 四、沈志远　中国人民救国会中央委员
- 五、曹孟君　中国人民救国会中央委员

（九）三民主义同志联合会（五人） 
- 一、谭平山　中国国民党三民主义同志联合会中央常务委员会委员
- 二、陈铭枢　中国国民党三民主义同志联合会中央常务委员会委员
- 三、郭春涛　（未到平前由吴茂荪代）中国国民党三民主义同志联合会中央常务委员会委员
- 四、王昆仑　中国国民党三民主义同志联合会中央常务委员会委员
- 五、许宝驹　中国国民党三民主义同志联合会中央常务委员会委员

（一〇）中国国民党民主促进会（四人） 
- 一、蔡廷锴　中国国民党民主促进会代主席
- 二、蒋光鼐　（未到平前由秦元邦代）中国国民党民主促进会发起人之一
- 三、陈此生　中国国民党民主促进会中央常务理事
- 四、李民欣　中国国民党民主促进会中央常务理事

（一一）中国致公党（四人） 
- 一、陈其尤　中国致公党主席
- 二、黄鼎臣　中国致公党中央常务委员会委员
- 三、官文森　中国致公党中央委员会委员
- 四、雷荣珂　中国致公党中央常务委员会委员

（一二）中国人民解放军（七人） 
- 一、朱　德　中国人民革命军事委员会副主席兼中国人民解放军总司令
- 二、彭德怀　（未到平前由罗瑞卿代）中国人民革命军事委员会副主席，中国人民解放军副总司令兼第一野战军司令员
- 三、林　彪　（未到平前由吕正操代）中国人民解放军第四野战军司令员
- 四、刘伯承　（未到平前由滕代远代）中国人民解放军第二野战军司令员
- 五、陈　毅　（未到平前由李涛代）中国人民解放军第三野战军司令员
- 六、聂荣臻　中国人民革命军事委员会副总参谋长兼中国人民解放军华北军区司令员
- 七、叶剑英　中国人民解放军参谋长兼北平军事管制委员会主任

（一三）中华全国总工会（七人） 
- 一、李立三　中华全国总工会第一副主席
- 二、朱学范　中华全国总工会第二副主席
- 三、刘长胜　（未到平前由李颉伯代）中华全国总工会常务委员会委员
- 四、许之桢　中华全国总工会常务委员会委员
- 五、陈少敏（女）　中华全国总工会负责人之一
- 六、易礼容　中华全国总工会常务委员会委员
- 七、丘　金　中华全国总工会执行委员会委员

（一四）解放区农民团体（七人） 
- 一、刘玉厚　西北解放区农民代表
- 二、石振明　太岳解放区农民代表
- 三、朱富胜　山东解放区农民代表
- 四、杨耕田　察哈尔解放区农民代表
- 五、张振铎　东北解放区农民代表
- 六、李秀真（女）　（未到平前由康克清（女）代）冀鲁豫解放区农民代表
- 七、张　晔　渤海解放区农民代表

（一五）产业界民主人士（七人） 
- 一、陈叔通　商务印书馆董事
- 二、盛丕华　上海上元企业公司经理
- 三、李烛尘　久大盐业公司总经理
- 四、包达三　上海信义地产公司总经理
- 五、张絅伯　上海中兴实业公司董事
- 六、俞寰澄　（未到平前由酆云鹤（女）代）前上海证券交易所理事
- 七、吴羹梅　中国标准铅笔厂总经理

（一六）文化界民主人士（七人） 
- 一、沈雁冰　作家
- 二、叶圣陶　作家
- 三、郑振铎　作家
- 四、侯外庐　历史学家
- 五、曾昭抡　科学家
- 六、欧阳予倩　戏剧家
- 七、田　汉　戏剧家

（一七）民主教授（七人） 
- 一、张奚若　清华大学教授
- 二、邓初民　香港达德学院教授
- 三、许德珩　北京大学教授
- 四、翦伯赞　燕京大学教授
- 五、梁　希　中央大学教授
- 六、张志让　复旦大学教授
- 七、洪　深　厦门大学教授

（一八）中华全国民主青年联合总会（六人） 
- 一、廖承志　中华全国民主青年联合总会主席
- 二、冯文彬　中华全国民主青年联合总会全国委员会委员
- 三、谢雪红（女）　中华全国民主青年联合总会副主席
- 四、胡乔木　中华全国民主青年联合总会全国委员会委员
- 五、吴　晗　中华全国民主青年联合总会秘书长
- 六、钱三强　中华全国民主青年联合总会副主席

（一九）中华全国民主妇女联合会（六人） 
- 一、蔡　畅（女）　中华全国民主妇女联合会主席
- 二、邓颖超（女）　中华全国民主妇女联合会副主席
- 三、张琴秋（女）　中华全国民主妇女联合会常务委员会委员
- 四、沈兹九（女）　中华全国民主妇女联合会常务委员会委员
- 五、李文宜（女）　（因病未能出席由杨蕴玉（女）代）中华全国民主妇女联合会常务委员会委员
- 六、邓裕志（女）　中华全国民主妇女联合会常务委员会委员

（二〇）中华全国学生联合会（四人） 
- 一、谢邦定　中华全国学生联合会主席
- 二、黄振声　（未到平前由黄鹤祯代）中华全国学生联合会国外部部长
- 三、聂维庆　中华全国学生联合会副主席
- 四、李秀贞（女）　中华全国学生联合会副主席

（二一）上海人民团体联合会（四人） 
- 一、周建人　上海人民团体联合会理事会理事
- 二、汤桂芬（女）　（未到平前由雷洁琼（女）代）上海人民团体联合会理事会理事
- 三、陈震中　（未到平前由葛志成代）上海人民团体联合会理事会理事
- 四、罗叔章（女）上海人民团体联合会常务理事会理事

（二二）国内少数民族（六人） 
- 一、乌兰夫（云泽）　（未到平前由奎壁代）内蒙古自治政府主席
- 二、回回民族代表　（因事未能出席由杨静仁代）
- 三、张　冲　彝族代表
- 四、天　宝　番族代表
- 五、朱早观　苗族代表
- 六、朱德海　东北朝鲜民族代表

（二三）海外华侨民主人士（七人） 
- 一、陈嘉庚　南洋华侨民主人士
- 二、司徒美堂　美洲华侨民主人士
- 三、陈其瑗　美国华侨民主人士
- 四、戴子良　马来亚华侨民主人士
- 五、费振东　印尼华侨民主人士
- 六、暹罗华侨民主人士（因事未能出席）
- 七、庄明理　马来亚华侨民主人士

每单位四人者：中国民主促进会，中国国民党民主促进会，中华全国学生联合会，上海人民团体联合会，中国致公党。（五个单位共二十人） 
每单位五人者：民主建国会，中国农工民主党，中国人民救国会，三民主义同志联合会。（四个单位共二十人） 
每单位六人者：无党派民主人士，中华全国民主青年联合总会，中华全国民主妇女联合会，国内少数民族。（四个单位共二十四人） 
每单位七人者：中国共产党，中国国民党革命委员会，中国民主同盟，中国人民解放军，工人，农民，产业，文化，教授，华侨。（十个单位共七十人） 

以上二十三个单位，共一百三十四人。

## 常务委员会
新政治协商会议筹备会第一次全体会议选出毛泽东等21人组成常务委员会，负责新政治协商会议筹备会的日常事务。
依据《新政治协商会议筹备会组织条例》第四条、第五条之规定，新政治协商会议筹备会的常务委员及其主任、副主任，秘书长、副秘书长名单如下：
- 常务委员会主任：毛泽东
- 常务委员会副主任：周恩来、李济深、沈钧儒、郭沫若、陈叔通
- 常务委员（以姓氏笔划多少为序）：毛泽东、朱德、李济深、李立三、沈钧儒、沈雁冰、周恩来、林伯渠、马叙伦、马寅初、乌兰夫、（云泽）、章伯钧、张澜、张奚若、郭沫若、陈叔通、陈嘉庚、黄炎培、蔡廷锴、蔡畅、谭平山
- 秘书长：李维汉
- 副秘书长（以姓氏笔划多少为序）：余心清、沈体兰、周新民、连贯、宦乡、孙起孟、齐燕铭、阎宝航、罗叔章[16]

## 各小组
1949年6月16日，新政治协商会议筹备会常务委员会第一次会议决定成立六个小组，由新政治协商会议筹备会常务委员会领导。各组组长和副组长由新政治协商会议筹备会常务委员会指定。

### 新政治协商会议筹备会第一小组
第一小组（拟定参加新政治协商会议之单位及其代表之人数）
- 组长：李维汉
- 副组长：章伯钧
- 组员：李济深、沈钧儒、黄炎培、马寅初、马叙伦、彭泽民、曹孟君、谭平山、蔡廷锴、陈其尤、聂荣臻、李立三、朱富胜、陈叔通、曾昭抡、许德珩、冯文彬、蔡畅、黄振声（黄鹤祯代）、罗叔章、天宝、陈其瑗[18][17]

第一小组的任务是拟定参加“新政治协商会议”（后定名“中国人民政治协商会议”）的单位及各单位的代表名额。第一小组在此前酝酿协商的基础上，草拟了《关于参加新政治协商会议的单位及其代表名额的规定（草案）》，于6月19日提交新政治协商会议筹备会第一次会体会议通过。根据该规定，参加新政治协商会议的单位共45个，代表名额510人，另外还设有“特别邀请人士”，其代表资格、名额、人选由新政治协商会议筹备会常务委员会另行协议。新政治协商会议筹备会第一次全体会议后，根据会议通过的规定，新政治协商会议筹备会的工作重点之一便是促成工商、教育、社会科学等团体的筹建，协商各单位的代表名单。至此，筹备会第一小组的工作完成。

### 新政治协商会议筹备会第二小组
第二小组（起草新政治协商会议组织条例）
- 组长：谭平山
- 副组长：周新民
- 组员：林祖涵、李德全、施复亮（孙起孟代）、符定一、王绍鏊、郭冠杰、史良（张曼筠代）、郭春涛（吴茂荪代）、蒋光鼐（秦元邦代）、雷荣珂、易礼容、郑振铎、俞寰澄（酆云鹤代）、叶圣陶、沈兹九、李秀真、陈震中（葛志成代）、天宝、戴子良[18][19]

第二小组的任务是起草新政治协商会议组织条例（后定名《中国人民政治协商会议组织法》）。该组组长和副组长由新政治协商会议筹备会常务委员会指定，分别由筹备会常务委员会委员谭平山、副秘书长周新民担任。第二小组共举行过四次全体会议。第一次会议就本组的工作交换意见之后，推定谭平山、周新民、王绍鏊、叶圣陶、沈兹九起草讨论提纲。第二次会议讨论提纲及相关问题，推举谭平山、周新民、叶圣陶、蒋光鼐（秦元邦代）、沈兹九、史良、郭春涛、林祖涵、易礼容九人组成起草委员会，由周新民、史良起草初稿。初稿起草完成后，多次向各方征询意见，并经第二次小组全体会议修改，报新政治协商会议筹备会常务委员会第四次会议通过。此后该组召开第四次全体会议，通报情况并稍改文字，报新政治协商会议筹备会常务委员会提请9月17日新政治协商会议筹备会第二次全体会议审议。《中国人民政治协商会议组织法（草案）》在新政治协商会议筹备会第二次全体会议上通过后，筹备会第二小组的工作完成。

### 新政治协商会议筹备会第三小组
第三小组（起草共同纲领）
- 组长：周恩来
- 副组长：许德珩
- 组员：陈劭先、章伯钧、章乃器、李达、许广平、季方（严信民代）、沈志远、许宝驹、陈此生、黄鼎臣、彭德怀（罗瑞卿代）、朱学范、张晔、李烛尘、侯外庐、邓初民、廖承志、邓颖超、谢邦定、周建人、杨静仁、费振东、罗隆基[18][20][21][22]

第三小组的任务是起草新政治协商会议共同纲领（后定名《中国人民政治协商会议共同纲领》）。第三小组分为政治法律、财政经济、国防外交、文化教育、其他（包括华侨、少数民族、群众团体、宗教等）五个分组，其中财政经济分组的召集人是章乃器。 第三小组决定由中国共产党负责起草新政治协商会议共同纲领初稿。初稿完成后，分交陆续抵达北平的各界代表分组讨论两次，第三小组讨论三次，新政治协商会议筹备会常务委员会讨论两次。1949年9月17日，新政治协商会议筹备会第二次全体会议审议通过《中国人民政治协商会议共同纲领（草案）》，筹备会第三小组的工作完成。

### 新政治协商会议筹备会第四小组
第四小组（拟定中华人民民主共和国政府方案）
- 组长：董必武
- 副组长：黄炎培（离平时由张奚若代）
- 组员：张文、沈钧儒、张东荪、胡厥文（阎宝航代）、林砺儒、林汉达、韩兆鹗、李章达（千家驹代）、王昆仑、李民欣、陈其尤、刘伯承（滕代远代）、丘金、石振明、俞寰澄（酆云鹤代）、张志让、谢雪红、张琴秋（离北平时沈兹九代）、聂维庆、汤桂芬（雷洁琼代）、朱德海[18][24][22]

第四小组的任务是草拟中华人民民主共和国政府方案（后定名《中华人民共和国中央人民政府组织法》）。第四小组第一次全体会议推举出以张志让作为召集人的七人委员会以准备一个讨论提纲。第四小组第二次全体会议讨论了提纲起草委员会提出的《政府组织法中的基本问题》，就国家名称和性质、政府组织的基本原则、最高政权机关的产生办法及人民政府委员会、人民革命军事委员会、人民监察委员会、人民法院、人民检察署的组织与隶属关系等问题进行了讨论，并且推举董必武、张奚若、阎宝航、王昆仑、张志让五人负责起草政府组织法初步草案。第四小组第三次全体会议修正通过了董必武等五人起草的政府组织法初步草案，提交给新政治协商会议筹备会常务委员会进行审议。新政治协商会议筹备会常务委员会指定董必武、黄炎培、马叙伦、张奚若、李立三对初步草案修改后，由新政治协商会议筹备会常务委员会第五次会议再审议修改。1949年9月17日，新政治协商会议筹备会第二次全体会议通过《中华人民共和国中央人民政府组织法（草案）》，筹备会第四小组的工作完成。

### 新政治协商会议筹备会第五小组
第五小组（起草宣言）
- 组长：郭沫若
- 副组长：陈劭先
- 组员：梅龚彬（吕集义代）楚图南、吴耀宗、丘哲、胡愈之、陈铭枢、蒋光鼐（秦元邦代）、黄鼎臣、杨耕田、李烛尘、洪深、胡乔木、邓裕志、云泽（奎璧代）[18][25]

第五小组的任务是起草新政治协商会议的大会宣言（后定名《中国人民政治协商会议第一届全体会议宣言》）。第五小组第一次全体会议推定郭沫若、胡愈之、胡乔木草拟大会宣言初稿。会后，第五小组还承担了起草《参加新政治协商会议筹备会各党派各团体为纪念“七七”抗日战争十二周年宣言》的任务。第五小组第二次全体会议对郭沫若等提出的大会宣言草案进行修改。因起草大会宣言的工作未完成，9月17日，新政治协商会议筹备会第二次全体会议决定将该工作移交中国人民政治协商会议第一届全体会议，并由原负责该工作的第五小组向中国人民政治协商会议第一届全体会议主席团提出报告。9月22日，中国人民政治协商会议第一届全体会议决定设立宣言起草委员会，筹备会第五小组的工作结束。

### 新政治协商会议筹备会第六小组
第六小组（拟定国旗国徽国歌方案）
- 组长：马叙伦[18]
- 副组长：叶剑英[18]（不久因叶剑英工作忙，又增加沈雁冰任副组长，主持日常工作[26]）
- 组员：张奚若、田汉、沈雁冰、马寅初、郑振铎、郭沫若、翦伯赞、钱三强、蔡畅、李立三、张澜（刘王立明代）、陈嘉庚、欧阳予倩、廖承志[18][27]

第六小组的任务是拟定国旗、国徽、国歌方案。1949年7月4日，第六小组第一次会议举行，决定公开征求国旗、国徽图案及国歌词谱，拟定出了国旗、国徽、国歌方案的征求条例，设立国旗、国徽图案评选委员会以及国歌词谱评选委员会，并决定公开发表征求国旗、国徽图案和国歌词谱启事。8月5日，第六小组第二次会议决定，聘徐悲鸿、梁思成、艾青为国旗、国徽图案评选委员会顾问，聘马思聪、吕骥、贺绿汀、姚锦新为国歌词谱评选委员会顾问。第六小组及参加两个评选委员会的专家对征集到的国旗、国徽图案和国歌词谱多次讨论，并将初步意见报告新政治协商会议筹备会常务委员会。9月17日，新政治协商会议筹备会第二次全体会议决定，将拟定国旗、国徽、国歌的工作移交中国人民政治协商会议第一届全体会议，并由原负责该工作的第六小组向中国人民政治协商会议第一届全体会议主席团提出报告。9月22日，第六小组第五次会议举行，研究国都、纪年及国旗，提出初步意见。同日，中国人民政治协商会议第一届全体会议决定设立国旗、国徽、国歌、国都、纪年方案审查委员会，筹备会第六小组的工作结束。

## 制定政协会徽
1949年7月，新政协筹备会秘书长办公室第五次工作会议决定制定中国人民政治协商会议会徽（简称政协会徽）。最后从众多设计图案中选定张仃、周令钊设计的图案，经周恩来批示交新政协筹备会常务委员们传阅，并于1949年7月由新政协筹备会制定通过。经新政协筹备会常委会主任毛泽东批准，在1949年9月21日开幕的中国人民政治协商会议第一届全体会议上首次正式使用。